# 163 Batalion WOP
163 Batalion WOP – pododdział graniczny Wojsk Ochrony Pogranicza.

## Formowanie i zmiany organizacyjne
Na podstawie rozkazu MBP nr 043/org z 3 czerwca 1950, na bazie 4 Brygady Ochrony Pogranicza, sformowano 16 Brygadę Wojsk Ochrony Pogranicza, a z dniem 1 stycznia 1951 sztutowski 10 batalion OP przemianowano na 163 batalion WOP.
Latem 1956 w batalionie zlikwidowano sekcję tyłów. Sprawy gospodarcze podporządkowano bezpośrednio brygadzie .
Wiosną 1958 zreorganizowano dowództwo i sztab 163 batalionu WOP tworząc komórkę dowodzenia w składzie: dowódca, zastępca dowódcy ds. politycznych, szef sztabu, pomocnik szefa sztabu, sekretarz POP i kancelista. Batalion (komórkę) przeniesiono ze Sztutowa do Gdańska do koszar brygady
??W 1958 rozformowano batalion. Strażnice podporządkowane bezpośrednio brygadzie.??
Z dniem 1 stycznia 1960 dokonano zmiany nazwy batalionu granicznego Gdańsk na batalion graniczny Sopot oraz mieniono numeracje strażnic.

## Struktura organizacyjna
Struktura organizacyjna batalionu w marcu 1954
- dowództwo – Sztutowo
- strażnica nr 97 – Sobieszewo
- strażnica nr 98 – Jantar
- strażnica nr 99 – Sztutowo
- strażnica nr 100 – Krynica Morska
- strażnica nr 101 – Piaski

## Dowódcy batalionu
- kpt. Ryszard Hryszan (?-1953)
- p.o. por. Tadeusz Kuczyński (1953-1954)
- kpt. Stanisław Maziarz [5](1954-?)